# Ahimsa-Seide
Ahimsa-Seide (von indisch Ahimsa, wörtlich das Nicht-Verletzen) bezeichnet eine alternative Seidenraupenzucht im Freiland, bei der der Seidenfaden erst vom Kokon gehaspelt wird, nachdem die Puppe aus dem Kokon herausgenommen wurde oder der Falter aus ihm geschlüpft ist. 
Zwar werden seit Alters her die Kokons von wild lebenden Seidenraupen gesammelt, aus denen der Falter bereits ausgeschlüpft ist. Diese Seide stammt jedoch vom Tussah-Seidenspinner (in Indien Tassar) und wird deshalb auch Wildseide genannt. Der Faden des Tussahseidenspinners ist gröber und ungleichmäßiger als der des Maulbeerseidenspinners und hat einen goldenen Farbton.
Inspiriert durch Mahatma Gandhis Philosophie der Gewaltlosigkeit forschte der indische Ingenieur Kusuma Rajaiah mehrere Jahre nach Möglichkeiten einer ethisch und wirtschaftlich vertretbaren Methode, Seidenstoffe aus Maulbeerseide herzustellen, ohne die Puppen in kochendem Wasser abtöten zu müssen, wie dies bei der konventionellen Seidenzucht geschieht. Der Seidenfaden wird nach seiner Methode erst vom Kokon abgewickelt, wenn der Falter geschlüpft ist, und dann maschinell versponnen und verwebt. Das Ergebnis sind Garne und Stoffe aus Maulbeerseide, die ihre Liebhaber bis nach Hollywood gefunden haben.
Die Kokons sind durch das Ausschlüpfen des Schmetterlings beschädigt und der abhaspelbare Seidenfaden ist sehr viel kürzer als bei der Zuchtseide. Die Gewinnung und Verarbeitung des Seidenfadens ist somit aufwändiger, wodurch sich der höhere Preis der Ahimsa-Seide erklärt.
Ebenfalls als Ahimsa-Seide wird die flauschige weiße Eri-Seide der Seidenraupe Samia cynthia ricini bezeichnet. Der Eri-Seidenspinner ist, wie auch der Maulbeerseidenspinner, eine vollständig domestizierte Seidenraupe. Er lebt in Nordost-Indien und in einigen Teilen Chinas und Japans. Der Name Eri ist abgeleitet vom assamesischen Wort era, das für den Wunderbaum steht, der die Nahrung der Eri-Seidenraupen darstellt. Eri-Seide ist in Indien auch unter dem Namen Endi oder Errandi bekannt. Nachdem die Raupe den Kokon fertiggestellt und sich zur Puppe (pupae) verwandelt hat, wird der Kokon aufgeschnitten und die Puppe herausgenommen. Sie dient der Bevölkerung in den Nord-Ost-Staaten Indiens als wertvoller Eiweiß-Lieferant bei der Ernährung. Anschließend wird von den leeren Kokons der Seidenfaden abgehaspelt.
Kusuma Rajaiah ist Mitarbeiter der Andhra Pradesh Handloom Weavers Cooperative Society (APCO, „Staatliche Handweber-Vereinigung“) und hat auf seine Verfahren zur eco-friendly Ahimsa-Garnherstellung und Seidenstoffproduktion 2002 ein Patent erhalten.